# Kaarle Ellilä
Kaarle Johannes Ellilä (né le 26 août 1888 à Karkku et mort le 6 octobre 1957 à Helsinki) est un homme politique finlandais,,. 

## Biographie
Kaarle Ellilä est député  de la circonscription du Nord de Turku du 1er août 1929 au 20 octobre 1930 et du 20 mai 1932 au 31 août 1936.
Kaarle Ellilä est ministre de l'Agriculture du gouvernement Kallio III (16.08.1929–04.07.1930),.
Il est ministre du Bien-être public des gouvernements Linkomies (05.03.1943–08.08.1944), Hackzell (08.08.1944–21.09.1944) et  Urho Castrén (21.09.1944–17.11.1944),.